# أمريكا موفيل
أمريكا موفيل هي شركة اتصالات مكسيكية مقرها في مكسيكو سيتي ، المكسيك. تعتبر سابع أكبر مشغل شبكة للهاتف المحمول من حيث عدد المشتركين في الأسهم وواحدة من أكبر الشركات في العالم. أمريكا موفيل هي شركة فوربس جلوبال 2000 . اعتبارًا من الربع الأول من عام 2019 ، كان لديها 277.4 مليون مشترك لاسلكي، و 84.3 مليون وحدة ثابتة لتوليد الإيرادات («ريجيوس» ، تتألف من وحدات صوت ثابتة وبيانات ثابتة وباي تي في).

## اقتناء Telmex
في يناير 2010، وقدمت عرضا لشراء كارسو للاتصالات وتلميكس الدولية من أجل المنافسة بشكل أفضل ضد أسبانيا الصورة تليفونيكا وماليزيا الصورة تليكوم ماليزيا . تمت الموافقة على عملية الاستحواذ من قِبل مكتب مكافحة الاحتكار التابع لـ CFC ( لجنة المنافسة الفيدرالية) في المكسيك في 11 فبراير 2010.
كانت في السابق قسم الهاتف المحمول تليمكس، لكن منذ بدايتها في عام 2001 ، نمت أكبر بكثير من الشركة الأم السابقة.

## محاولة شراء KPN
في أوائل أغسطس 2013 ، عرضت أمريكا موفيل الاستحواذ على الحصة المتبقية البالغة 70٪ من شركة الاتصالات الهولندية ( KPN) مقابل 7.2 مليار يورو (9.49 مليار دولار). تمتلك أمريكا موفيل حاليًا ما يقرب من 30٪ من KPN . حذرت الحكومة الهولندية من هذا الاستحواذ نقلا عن تهديد للأمن القومي. يأتي تدخل الحكومة الهولندية بعد أن حث المجلس الذي يمثل موظفي KPN السلطات على وقف عرض أمريكا موفيل المزمع.

## روابط خارجية
- الموقع الرسمي